# Famille des Folloïdes
La famille des Folloïdes est un groupe de cépages de vigne Vitis vinifera. Ces cépages étant d'abord réunis par leurs caractères communs, il a par la suite été prouvé qu'ils avaient un ancêtre commun. 

## Origine
D'après Guy Lavignac les folloïdes viendraient du vignoble du sud-ouest, plus particulièrement de Gascogne. La folle blanche cépage à haut rendement a colonisé les vignobles à eau de vie, armagnac et cognac, mais aussi autrefois le vignoble de l'Entre-Deux-Mers. Il a rejoint la région nantaise ou il produit le gros plant du pays nantais. Le jurançon connaîtra un engouement lors de la replantation après le phylloxera grâce à ses rendements importants.

## Caractéristiques ampélographiques communes

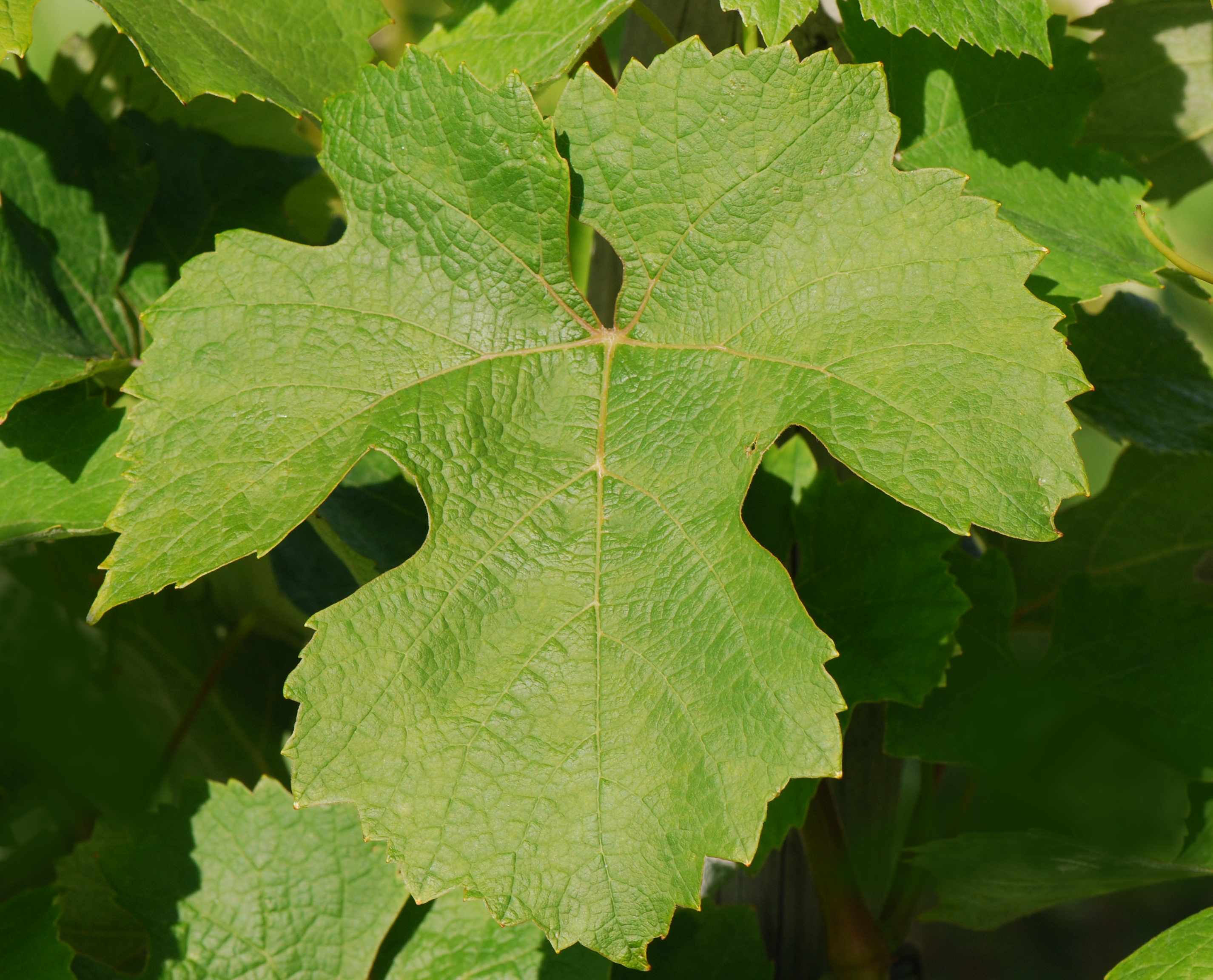
Feuille de folle blanche montrant la forme typique en doigt de gant des sinus latéraux

- Leur bourgeonnement est cotonneux blanc.
- Jeunes feuilles cotonneuses et jaunâtres.
- Sinus latéraux des feuilles adultes en doigt de gant.
- Grappes très serrées, sans pédoncule et très sensible à la pourriture grise.

## Cépages de la famille

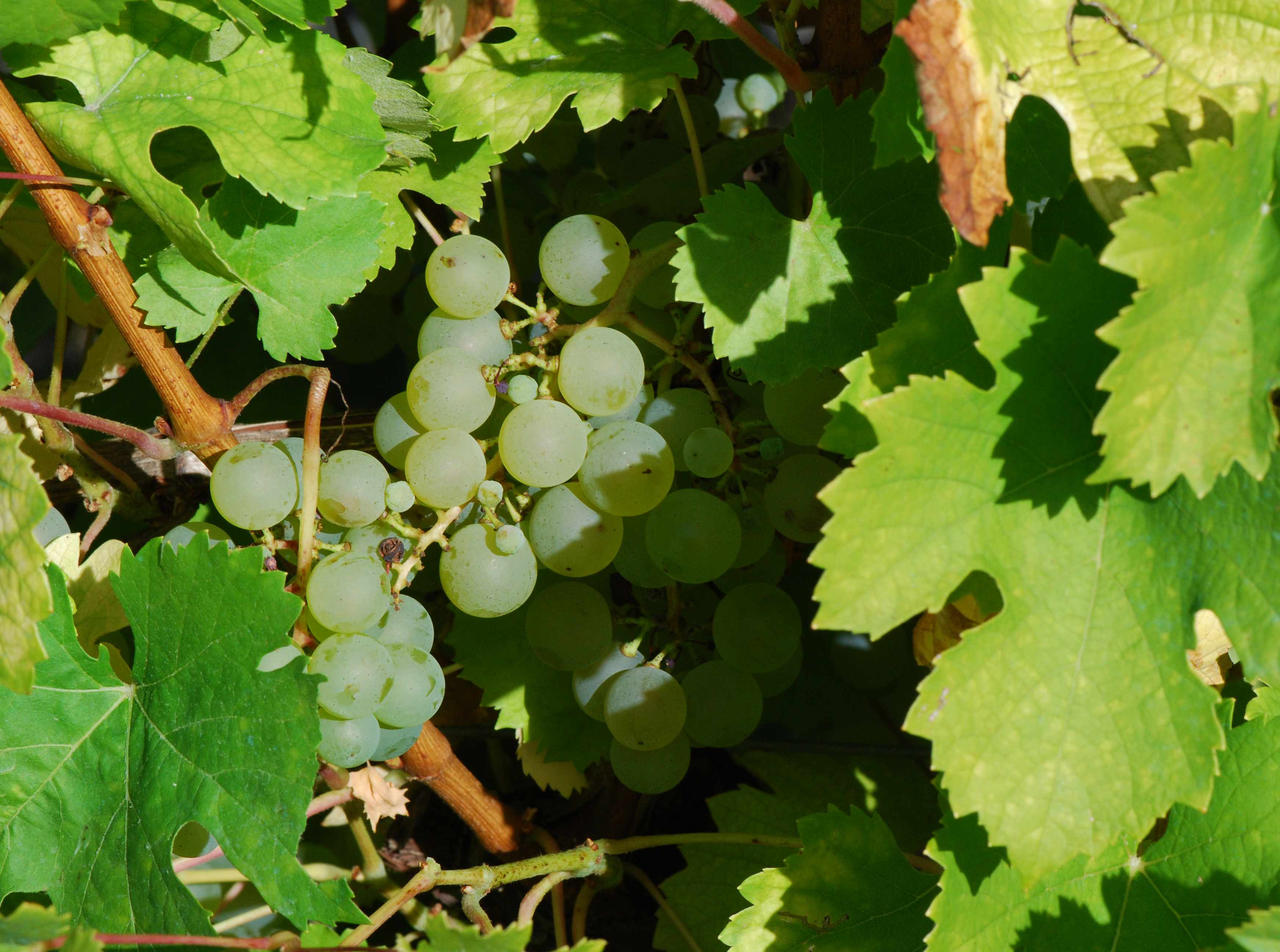
Grappe de jurançon blanc

### Folloïdes vrais
- Canaril (en)
- Folle blanche
- Jurançon blanc
- Jurançon noir
- Montils
- Ondenc
- Sencit aux baies rouges

### Cépages apparentés
- Duras : sans l'inclure dans la famille, Guy Lavignac signale la ressemblance entre duras et canaril, ce dernier étant formellement cité comme membre de la famille ampélographique.
- Len de l'el
- Meslier Saint-François